# Кулачний боєць (фільм)
Кулачний боєць (англ. Fist Fighter) — американський бойовик 1989 року.

## Сюжет
Колишній боксер повертається в містечко Розаріо в Південній Америці, щоб помститися за смерть друга.

## У ролях
| Актор              | Роль                |
| ------------------ | ------------------- |
| Хорхе Ріверо       | Сі Джей Буревісник  |
| Едвард Альберт     | Гаррі «Пунчі» Мосес |
| Бренда Баккі       | Еллен               |
| Майк Коннорс       | Біллі Венс          |
| Сімон Андреу       | Морено              |
| Маттіас Г'юз       | Ріно                |
| Емільяно Редондо   | Дельгадо            |
| Елізар Гарсіа мол. | Манс                |
| Тоні Ісберт        | Рейнс               |
| Гас Ретвіш         | «Звір»              |
| Джиммі Нікерсон    | Король Беллінаков   |
| Хосе Чавес         | сержант поліції     |
| Хорхе Рейносо      | Лобо I              |
| Мануель Бенітез    | Лобо II             |
| Серджо Акоста      | Лобо III            |

| Актор                | Роль               |
| -------------------- | ------------------ |
| Гельмут Шиветі       | менеджер           |
| Едуардо Нор'єга      | гравець 1          |
| Вільям Ротлейн       | кишеньковий злодій |
| Ернест Еверест       | Money handler      |
| Карлос Романо        | гравець 2          |
| Леон Тачер           | Майнер             |
| Біллі Грехем         | Армреслер          |
| Хосе Антоніо Нор'єга | рефері             |
| Рафаель Вальдес      | втікач             |
| Гектор Де Рубін      | охоронець 1        |
| Джейм Домінгез       | охоронець 2        |
| Маріано Гонсалес     | співає п'яний      |
| Гас Петерсон         |                    |
| Тоні Робертс         |                    |